# ارتاگا (بازیکن فوتبال)
ارتاگا (انگلیسی: Arteaga؛ زادهٔ ۱ ژوئن ۱۹۶۹) بازیکن فوتبال اهل اسپانیا است.
از باشگاه‌هایی که در آن بازی کرده‌است می‌توان به باشگاه فوتبال اسپانیول و باشگاه فوتبال رایو وایکانو اشاره کرد.